# Narbona Dacal
Narbona Dacal, nota anche come Narbona D'Arcal, (... – Saragozza, 12 febbraio 1498), è stata una guaritrice aragonese, condannata e giustiziata dall'Inquisizione in seguito ad accuse di stregoneria.

## Biografia
La famiglia di Narbona praticava la guarigione nella comunità rurale di Cenarbe, utilizzando piante e sostanze medicinali. Sposata con Juan de Portañya, Narbona Dacal aveva due fratelli, Juan e María. Dopo l'abbandono da parte del marito, continuò a vivere in modo indipendente procurandosi da vivere come guaritrice. All'epoca, la più alta concentrazione di persecuzioni per stregoneria si verificava proprio nella zona dove risiedeva, ovvero le zone rurali dei Pirenei aragonesi, così come nella capitale aragonese di Saragozza, a Cinco Villas e sul versante aragonese del Moncayo.

### Accuse

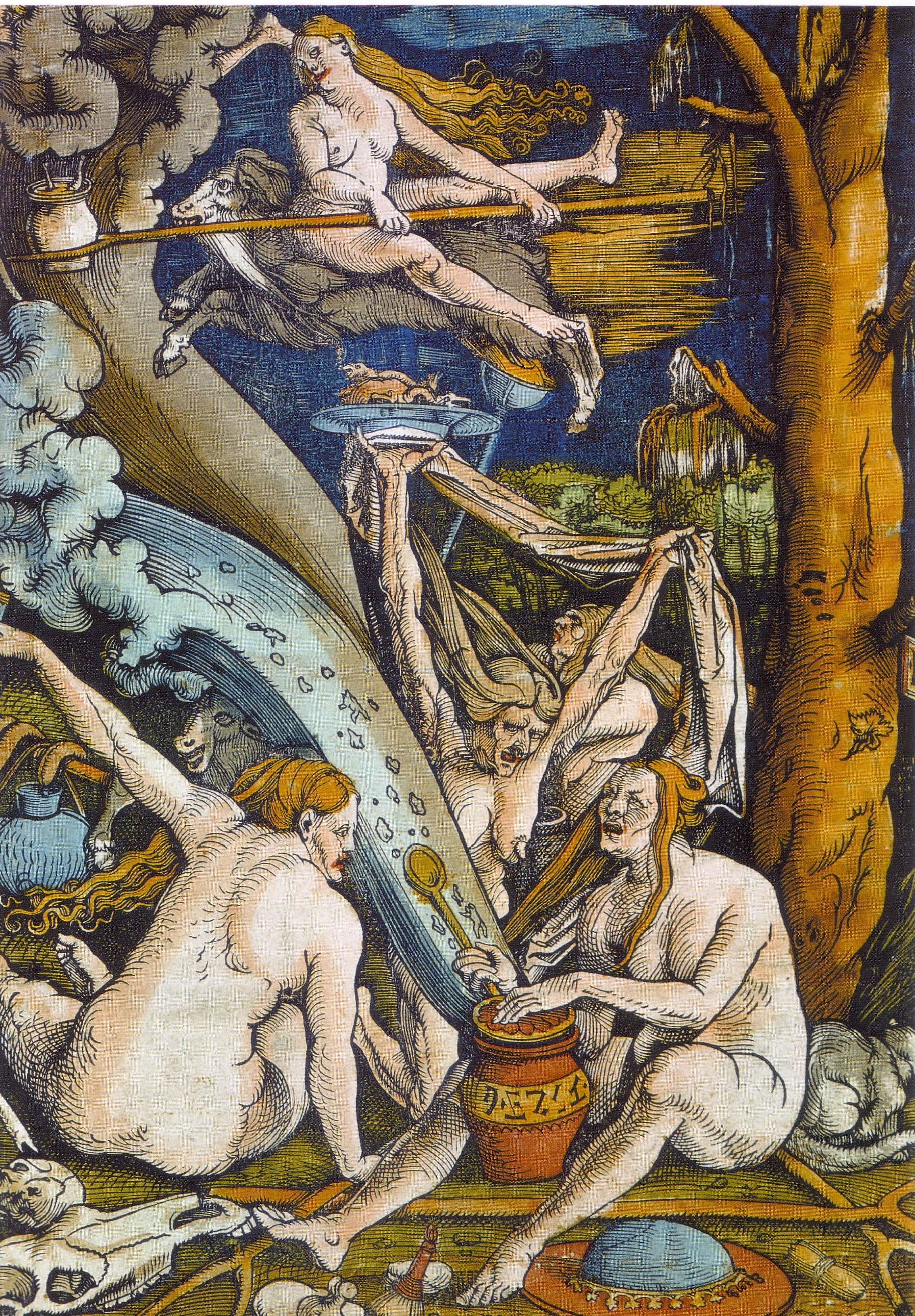
Streghe di Hans Baldung (xilografia), 1508

Nel 1498, una donna anziana sosteneva che la nipote fosse guarita da una grave malattia grazie alle sue preghiere a San Cipriano. Poco dopo la morte di questa donna, un altro dei suoi nipoti si ammalò. La famiglia attribuì la mancata guarigione all'assenza delle preghiere della nonna. Non credendo nella fede come metodo di guarigione, Narbona raccomandò alla famiglia l'uso di erbe medicinali.
A quel tempo, secondo Herrero, "San Cipriano era rappresentato come un vescovo davanti al quale si prostrava un mago penitente". In questa raffigurazione, Cipriano "in nome della bontà, proteggeva coloro che erano stati colpiti da fatture e incantesimi, strappando il libro di Lucifero, contenente formule magiche curative, che col tempo era diventato un simbolo dei guaritori".
Le azioni di Narbona provocarono malcontento tra i cittadini. Alcuni di questi sostenevano che la donna avesse causato degli aborti ad alcune donne della zona. Altri sostenevano che Narbona li avesse stregati e fatti abbaiare in chiesa. Altri ancora affermavano che a causa delle sue guarigioni non riuscivano più a vedere l'ostia durante la preghiera eucaristica nella messa domenicale, vedendo al suo posto una macchia nera.
Tali accuse portarono ad un processo noto come "processo alle streghe di Villanúa", dal nome della località in cui Narbona risiedeva e operava come guaritrice. Le accuse coinvolsero anche altre donne accusate di stregoneria nella città di Villanùa nel XV secolo, tra cui Guirandana de Lay.

### Arresto ed esecuzione
Il Sant'Uffizio dell'Inquisizione, avente sede locale nel Palazzo dell'Aljafería, nella capitale aragonese di Saragozza, fece arrestare Narbona e le altre donne accusate di stregoneria, trasferendole in città. Lì ricevettero ulteriori accuse da parte dei suoi vicini: uno affermò che Narbona aveva dato dell'uva velenosa alla moglie, che era morta poco dopo tra atroci sofferenze. Un altro accusò la donna della morte della figlia. Un'altra testimoniò di aver ricevuto un maleficio che le aveva portato sterilità.
Il 12 febbraio 1498, Narbona Dacal fu condannata al rogo e giustiziata. Anche i suoi fratelli Maria e Juan furono accusati, ma riuscirono a scappare.